# 응우옌짜인띤
응우옌짜인띤(Nguyễn Chánh Tín/阮正信, 1952년 11월 29일 ~ )은 베트남의 배우이다.